# ゼウクシデモス (レオテュキデスの子)
ゼウクシデモス（希：Ζενξιδημος、ラテン文字転記：Zeuxidamos、？ - 紀元前5世紀前半）はスパルタの王族である。
ゼウクシデモスはスパルタ王レオテュキデスの子であり、レオテュキデスの次の王アルキダモス2世の父である。ゼウクシデモスは人々からはキュニコス（「犬」の意）と呼ばれた。彼は病によって父より先に死んだため、王位はレオテュキデスの孫であるアルキダモスが継いだ。

## 註
1. ↑  ヘロドトス, VI. 71
2. ↑  パウサニアス, III. 7. 10